# Morbid
Morbid war eine schwedische Extreme-Metal-Band, die lediglich zwei Demoaufnahmen veröffentlicht hatte, und dennoch als eine der einflussreichsten frühen Bands des Musikgenres Death Metal gilt.

## Bandgeschichte
Slator und Per Yngve Ohlin, genannt Dead, gründeten die Band 1985 unter dem Namen Scapegoat. Laut Aussagen einiger Bandmitglieder probte Slator jedoch nie mit der Gruppe. Nach wechselnden Besetzungen konnte sich 1987 mit John Hagström (Gitarre), TG von der Punk-Band The Sun (Gitarre) und Jens Näsström (Bass) ein tragfähiges Line-up etablieren und die Band änderte ihren Namen zu Morbid. Nicke Andersson sollte zunächst als Schlagzeuger in die Band kommen. Die Band lehnte jedoch ab, da Andersson bei der Probe ein T-Shirt der amerikanischen Thrash-Metal-Band Wehrmacht trug. Dies war den übrigen Bandmitgliedern nicht „true“ genug. Lars-Göran L.G. Petrov, einer seiner besten Freunde, übernahm schließlich den Posten am Schlagzeug. Uffe Cederlund, ein weiterer Freund von Andersson und Petrov, ersetzte später TG, der einen Großteil des Songmaterials geschrieben hatte, sich jedoch weiter auf seine Hauptband The Sun konzentrieren wollte.
Die Gruppe arbeitete hart an einem möglichst bösartigen und feindseligen Image. Das erste Demo December Moon entstand am 5. und 6. Dezember 1987. John Hagström stieg anschließend aus der Gruppe aus. Auch Gründungsmitglied Ohlin verließ die Gruppe gen Norwegen, wo er sich Mayhem anschloss. Für Ohlin kam Johan Scarisbrick, ein Fotograf, der den Kontakt zum damals noch recht unbekannten Sunlight Studio herstellte. Unter der Regie von Tomas Skogsberg entstand dort das zweite Demo Last Supper, das jedoch recht unbekannt blieb. Die Band entschloss sich danach aufzuhören. 
Petrov gründete anschließend zusammen mit Nicke Andersson zuerst Nihilist und dann Entombed. Per Yngve Ohlin sang noch einige Jahre bei Mayhem, setzte seinem Leben jedoch 1991 ein Ende.

## Bedeutung
Der harsche und aggressive Death-/Thrash Metal von Morbid diente als Keimzelle für die Karrieren von Lars-Göran Petrov und Uffe Cederlund, die später Entombed gründen sollten. Per Yngve Ohlin erreichte, nicht zuletzt durch seinen Suizid, als Sänger von Mayhem Kultstatus. Im Zuge der Black-Metal-Explosion Anfang der 1990er Jahre wurde auch der Ruf nach Material von Morbid laut; auch Ohlin selbst hatte Morbid als Black-Metal-Band angesehen. Zunächst befriedigten Bootlegger das Bedürfnis nach Material, das bekannteste Bootleg dürfte die Split-LP/CD A Tribute to the Black Emperors mit Mayhem sein. Im Laufe der Jahre wurden auch einige semioffizielle, streng limitierte Veröffentlichungen, wie die Best-of Deathexecution (1995) und das Livealbum Live in Stockholm, herausgebracht.

## Diskografie
Die Aufzählung der offiziellen Veröffentlichungen vor 2010 richtet sich nach Ekeroth (2009).
- 1987: Live from the Past (Rehearsal-Tape)
- 1987: Dark Execution (Rehearsal-Tape)
- 1987: December Moon (Demo)
- 1988: Last Supper (Demo)
- 1994: December Moon (LP)
- 2001: Death Execution III (7’’)
- 2002: Live in Stockholm (LP)
- 2010: Ancient Morbidity (12"-EP, Beilage zum Slayer-Fanzine)
- 2011: Year of the Goat (Kompilation; enthält December Moon, alte Rehearsal-Aufnahmen und Bootlegs aus dem Jahr 1987)